# Belhari
Belhari (o Bilheri) fou un antic estat tributari protegit de l'Índia, tingut en sanad dels britànics, dels que era un thakurat garantit. Era feudatari de l'estat de Chhatarpur que estava situat al nord-oest. El títol del sobirà era muafidar i pertanyia a la dinastia braman dels jijhotia. Va formar part de l'agència del Bundelkhand.
La capital era Bilheri, al sud de Panna.